# یواس‌اس الندال (ای‌پی‌ای-۱۲۷)
یواس‌اس الندال (ای‌پی‌ای-۱۲۷) (به انگلیسی: USS Allendale (APA-127)) یک کشتی بود که طول آن ۴۵۵ فوت (۱۳۹ متر) بود. این کشتی در سال ۱۹۴۴ ساخته شد.